# La fida ninfa
La fida ninfa és una òpera en tres actes d'Antonio Vivaldi (RV 714) composta l'any 1732 sobre un llibret de Scipione Maffei.
Representada per primera vegada el 6 de gener de 1732 en ocasió de la inauguració del Teatro Filarmonico de Verona, és una obra de maduresa. El risc de monotonia que engendra la successió de les àries i recitatius és hàbilment romput per diversos conjunts. Es compten dos duos, un trio, un quartet, un quintet, i un sextet.
L'acció té lloc a Naxos. Dos germans, Osmino i Tirsi, s'han criat de forma independent a l'illa sense saber de la seva relació. Osmino, rebatejat Morasto pels seus segrestadors ha estat escollit pel rei pirata Oralto per ser un dels seus lloctinents. Tirsi, anomenat Osmino (el nom real del seu germà) dedica la seva vida a buscar el plaer.
Vivaldi va rebre l'encàrrec de l'òpera el 1729. Va acabar el seu treball l'any següent, però La fida ninfa no va ser tanmateix representada a temps. Les cròniques de l'època en donen l'explicació: importants concentracions de tropes alemanyes es trobaven llavors a les fronteres de la República i els oficials d'aquests exèrcits havien demanat l'autorització d'anar a Verona per assistir a la primera representació de l'òpera. Però els dirigents venecians estaven preocupats per deixar-los comprovar la feblesa dels exèrcits de la República in situ. L'òpera va ser doncs sacrificada al secret militar. Vivaldi, obligat a esperar, va tenir tanmateix la satisfacció d'inaugurar, amb La fida ninfa, el nou teatre de Verona. Maffei, l'autor del llibret, va finançar ell mateix l'òpera i es va gastar per a l'escenificació vint mil ducats - suma realment excepcional per a l'època.
El melodrama va ser posat en escena per la Cort Imperial de Viena el 1737, en una representació que es va donar sota el títol El dia feliç. Més tard es va oblidar i no es va tornar a representar fins al 1958 al Théâtre des Champs-Élysées de París i el 1962 a la Piccola Scala de Milà dirigida per Nino Sanzogn. L'obra rarament està present en les cartelleres.

## Sinopsi
La trama del llibret no fa justícia al seu autor, Scipione Maffei, un aristòcrata molt erudit. En aquest sentit, la Nimfa és una al·legoria sobre el matrimoni, l'amor i els compromisos de fidelitat sentimental. El llibret està ple de tòpics, personatges amb caràcters sensibles, bàrbars o neutres, i errors d'identitat. Però es creu que la música sublim de Vivaldi va més enllà dels límits del text. La història passa a l'illa de Naxos, al mar Egeu, a l'antiga Grècia.
Acte I
Oralto, comandant pirata i senyor de Nasso, segresta un pastor, Narete, i les seves dues filles, Licori i Elpina. Licori estava casada amb Osmino, que també havia estat segrestat pels soldats tracis. Osmino, ara anomenat Morasto, esdevé tinent d'Oralto, però ningú el reconeix. El jove s'angoixa quan descobreix que més dels seus compatriotes han estat esclavitzats. El germà d'Osmino, Tirsi, també viu a l'illa. Els seus pares li havien donat llavors el nom d'Osmino en memòria del seu germà que es creia mort. Per tant, s'enamora de Licori. Però per cridar la seva atenció i posar-la gelosa, sedueix la seva germana. Licori també li agrada Oralto que demana ajuda a Osmino/Morasto per ajudar-lo a aconseguir la noia. Mentrestant, el vell Narete troba els noms d'Osmino i Licori tallats en un arbre.
Acte II
Licori creu que ha reconegut en Osmino la persona a qui estava destinat. Narete, però, intenta negociar amb Oralto la redempció de tota la família amb un pagament enorme per tornar a la seva terra natal. Però Oralto, irritat pel menyspreu de Licori, vol vendre'ls com a esclaus al soldà. Morasto comença la cort a Licori. Ell descobreix tota la veritat, però té por de revelar el secret. Osmino declara obertament els seus sentiments per Licori. Elpina, profundament ferida, acusa Osmino d'abusar de la seva fidelitat. Narete, que endevina les intencions d'Oralto, demana l'ajuda de Morasto, que accepta ajudar-los.
Acte III
Oralto amenaça en Licori de vendre la seva esclava i la seva família si no accepta casar-se amb ella. Licori pensa en el suïcidi i fuig. En la seva carrera, ensopega i cau a un riu. Narete troba un vel i l'ensenya a Oralto com a prova de l'ofegament de la seva filla. El tirà marxa i dona el comandament de l'illa a Morasto. Això li permet revelar la seva veritable identitat: ell és l'autèntic Osmino. Licori, no ofegada i fidel als seus vots, renova les seves promeses d'amor al seu primer xicot. Per tant, salpen cap a Sciro, quan una terrible tempesta els sorprèn al mar. Per sort. Juno, plena de compassió per les misèries i l'amor indestructible de dos joves provats pel destí durant molt de temps, demana a Èol, el déu del vent, que calmi el mar.

## Primers artistes
| rol           | tipologia vocal                    | Primera representació, 6 de gener de 1732 |
| ------------- | ---------------------------------- | ----------------------------------------- |
| Licori        | soprano                            | Maria Giovanna Gasperini                  |
| Elpina        | alt Jerome Madonia                 |                                           |
| Oralto        | baix                               | Francesco Venturini                       |
| Morasto       | soprano castrat Giuseppe Valentini |                                           |
| Osmin (Tirsi) | contralt castrat Stefano Pasi      |                                           |
| Narete        | tenor                              | Ottavio Sinalco                           |
| Giunono       | alt                                | (?)                                       |
| Eolo          | baix                               | (?)                                       |